# Alexandre Spiridovitch
Alexandre Ivanovitch Spiridovitch (Алекса́ндр Ива́нович Спиридо́вич), né le 5 août 1873 (17 août dans le calendrier grégorien), à Kem et mort le 30 juin 1952, à New York (États-Unis), est un haut fonctionnaire de la Russie impériale qui fut général-major des gendarmes, membre de l'Okhrana de Moscou, chef de l'Okhrana de Kiev et chef de la police du Palais, puis historien.

## Biographie
Spiridovitch descend d'une famille de la noblesse héréditaire. Il est le fils d'un officier de la surveillance des frontières, Ivan Matveïevitch Spiridovitch, et de son épouse Anna Alexandrovna, descendante en ligne maternelle du fameux fabuliste Ivan Krylov.
Il termine le corps des cadets de Nijni Novgorod (1891) et l'école militaire Paul (1893), dont il sort sous-lieutenant au 105e régiment d'infanterie d'Orenbourg, puis est nommé lieutenant. En 1899, il est transféré au corps spécial de gendarmerie et en 1900 devient commandant en second du service de la sécurité de Moscou (Okhrana) sous les ordres de Sergueï Zoubatov.
En 1902, il est nommé chef de la police de la sécurité de Tauride à Simféropol et élevé au grade de capitaine en 1903, directeur du département de la sécurité de Kiev. Il fait arrêter à Kiev le 14 mai 1903 le chef de l'organisation de combat des socialistes révolutionnaires, Grigori Gerchouni (Hersch Isaac Hershun). Il est nommé lieutenant-colonel.
Le 28 mai 1905, il est grièvement blessé par un de ses informateurs secrets, le social-démocrate P.M. Roudenko, et doit se soigner pendant plusieurs mois. Le 26 juin, il est attaché à l'état-major du corps spécial de gendarmerie.
Au début de 1906, il est détaché sous les ordres du commandant du palais Trepov et nommé chef de la Police du palais. En 1907, il organise la protection de la famille impériale pour leur croisière dans les skerries finlandais. Il est promu pour distinction de service au grade de colonel.
Après l'assassinat de Stolypine en 1911, il est interrogé par la justice pour ne pas avoir pris de mesures pour protéger le président du Conseil des ministres et, bien que sa carrière ait été considérée comme terminée, il garde la confiance de  Nicolas II et n'est pas démis de ses fonctions. En 1913, l'affaire pénale est définitivement close par ordre personnel de Nicolas II.
Pendant la Première Guerre mondiale, il accompagne Nicolas II dans tous ses voyages. En 1915, il est promu général-major et nommé à la disposition du ministre de la Guerre. Il organise la protection de Nicolas II au siège de Moguilev. Le 15 août 1916, il est nommé maire de Yalta.
Pendant la révolution de février 1917, il est à Pétrograd (nom de Saint-Pétersbourg depuis 1914). Il est arrêté par le gouvernement provisoire et détenu à la  forteresse Pierre-et-Paul, et interrogé par la Commission d'enquête extraordinaire. Au début d'octobre 1917, il est libéré de prison sous caution.

### Émigration
Il émigre en France pour échapper à la Terreur rouge en 1920.
Il est membre de partis monarchistes russes à Paris. Il est délégué à la conférence russe de l'étranger de 1926 à Paris. Tout en vivant en exil, il prononce de nombreuses conférences publiques sur l'histoire du mouvement révolutionnaire russe et la lutte contre celui-ci, ainsi que des conférences sur les membres de la famille impériale. Il a publié plusieurs livres sur ces sujets et ses propres mémoires.
En 1950, lors d'une réunion avec le soviétologue américain ID Levin, il a reconnu comme authentique un document prouvant que Staline était un agent de la police secrète tsariste. En 1950, il émigre aux États-Unis, où il meurt en 1952 à l'âge de 78 ans.

## Travaux
Il publie des livres comme La Grande Guerre et la révolution de février, livre sérieux sur ce sujet et qui livre un témoignage de première main alors qu'il était dans les sphères du pouvoir à Pétrograd.
En 1914-1916, il écrit Le Mouvement révolutionnaire de Russie en deux parties :
- (ru) Le parti social-démocrate du travail russe et zip
- (ru) Le parti des socialistes-révolutionnaires et ses prédécesseurs et zip
- (ru) Histoire du bolchévisme  en Russie: de l'émergence à l'arrivée au pouvoir, Paris, 1922.
  - Rééd.: Moscou, Exmo, Algoritm, 2005.
  - Rééd.: Iris-Press, 2007.  (ISBN 5-8112-2802-3).
  - Réédition : Zakharov, 2018.  (ISBN 978-5-8159-1523-7).

En émigration :
- Notes sur la gendarmerie — période de 1905, Kharkov, éd. «Le Prolétaire», 1928
- La Grande Guerre et la révolution de février 1914-1917». New York, éd. panslave, 1960-1962. Réédition  Harvest, 2004.

En exil en France, il écrit quelques livres en français :
- Les Dernières années de la Cour de Tzarskoe Selo *, Payot, Paris, 1928.
- Les Dernières années de la Cour de Tzarskoe Selo ** (1910-1914), Payot, Paris, 1928.
- Histoire du terrorisme russe, 1886-1917. Paris, Payot, 1930 (en collaboration avec Vladimir Lazarevski, édition en français de «Революционного движения России».)
- Raspoutine 1863-1916, 1936 — biographie de Raspoutine.

## Adresse à Saint-Pétersbourg

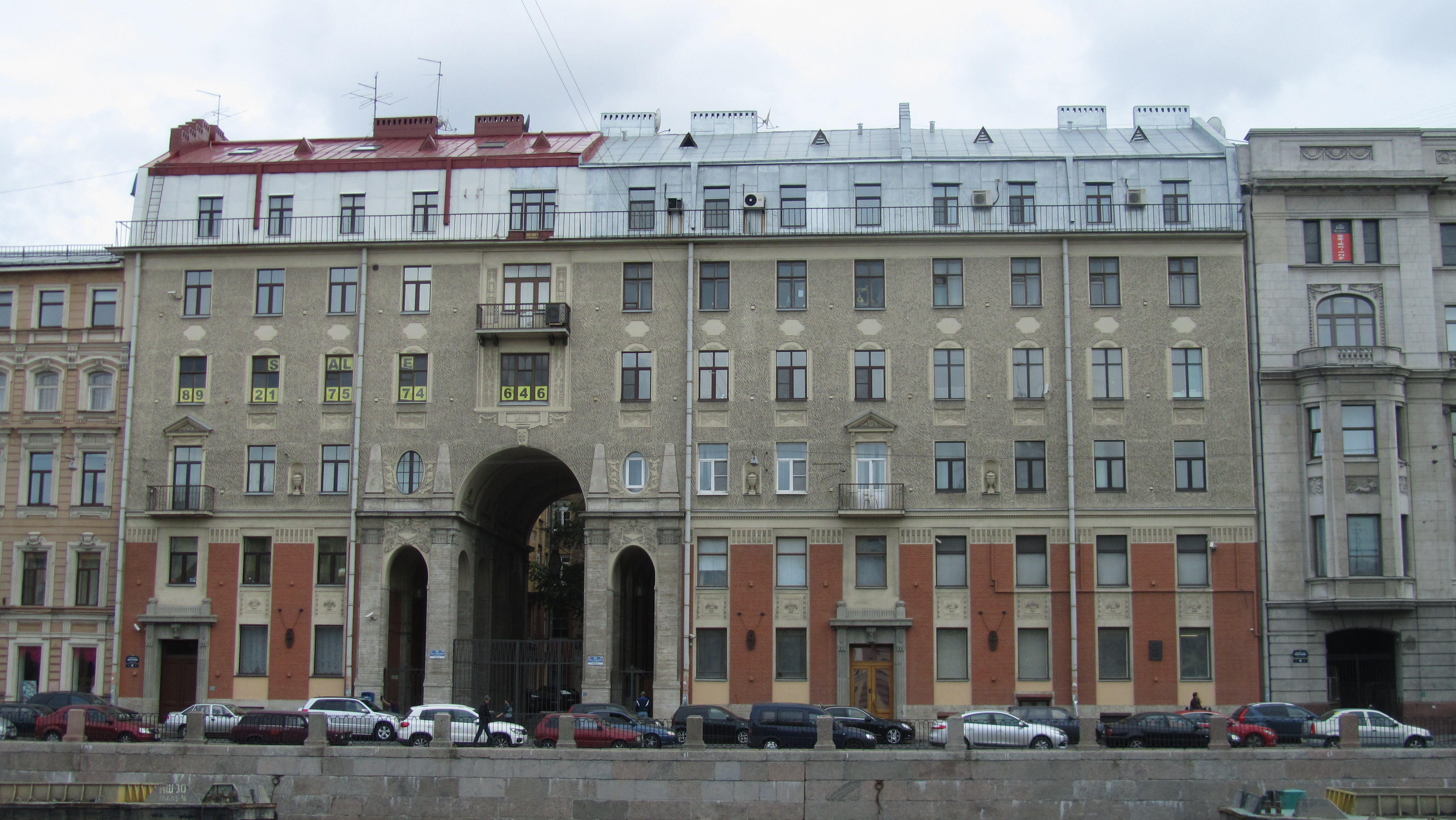
Immeuble Tolstoï.

Il habita à la maison Tolstoï, rue de la Trinité (aujourd'hui rue Rubinstein), n° 15-17 ou quai de la Fontanka, n° 54, appartement n° 333.